# Luis Carlos Díaz Vázquez
Luis Carlos Díaz Vázquez   (Caracas, 15 de febrer de 1985) és un periodista i ciberactivista veneçolà. Treballa per a l'emissora Unión Radio.
Es va criar al municipi de Charallave, on va accedir a internet per primera vegada l'any 1994. D'ençà, ha desenvolupat una trajectòria com activista polític i periodista amb gran presència a les xarxes socials, des de postures crítiques amb la revolució bolivariana.
Alineat amb l'activitat dels jesuïtes, ha treballat en la revista Comunicación y en el diari El Nacional, com coproductor i locutor de l'Instituto Radiofónico Fe y Alegría, com columnista sobre l'ús polític de les TIC en el diari Tal Cual, coordinador de comunicació i xarxes de la Fundació Centro Gumilla i ha sigut membre del consell editorial de la revista SIC. Va ser un dels redactors de Versión beta: tendencias de la prensa y el periodismo del siglo XXI en Venezuela, publicat el 2008, on reflexionava sobre el futur d'internet. Des de 2010 és coordinador i presentador del Encuentro Internacional de Constructores de Paz, celebrat anualment. El 2015 comença a treballar en Circuito Unión Radio.
El 2013, la Deutsche Welle, li va atorgar el premi internacional The BOBs com a millor persona a seguir en twitter de llengua castellana.
Segons va informar la seua muller, Naky Soto, així com el Sindicato Nacional de Trabajadores de Prensa de Venezuela i l'organització PROVEA, el 12 de març de 2019 va ser detingut pel Sebin, acusat d'instigar un sabotatge contra la xarxa elèctrica. Un dia després va ser alliberat en llibertat condicional.

## Galeria
- Entrevista a La Represa, 24 de març del 2017.